# Ad-Dahi
Ad-Dahi (hebr. דחי; arab. الدحي; ang. Dahi lub Ad-Dahi) – wieś beduińska położona w Samorządzie Regionu Bustan al-Mardż, w Dystrykcie Północnym, w Izraelu.

## Położenie
Ad-Dahi jest położona na wysokości od 380 do 440 m n.p.m., na północno-zachodnich zboczach góry Giwat ha-More (515 m n.p.m.), która ku północy i zachodowi opada do Doliny Jezreel w Dolnej Galilei, na północy Izraela. W jej otoczeniu znajduje się miasto Afula, oraze wsi Na’in, Na’ura i Sulam. Na północny wschód od wsi znajduje się strefa przemysłowa Alon Tawor i baza wojskowa Na’ura, natomiast na północnym zachodzie jest strefa przemysłowa Gimel.
Ad-Dahi jest położona w Samorządzie Regionu Bustan al-Mardż, w Poddystrykcie Jezreel, w Dystrykcie Północnym Izraela.

## Historia

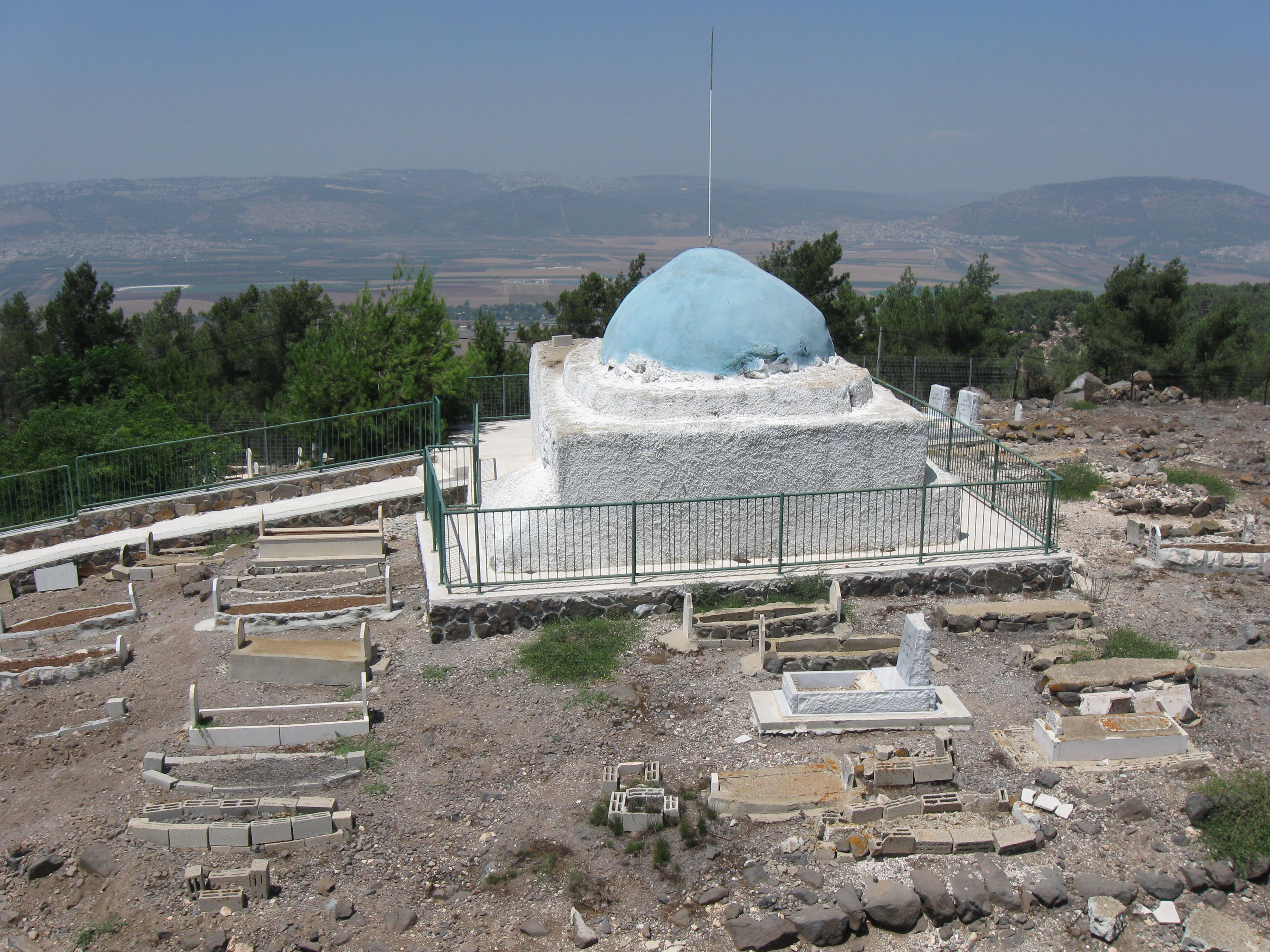
Sanktuarium Dahia Bin Kalifa al-Kalbei przy wiosce Ad-Dahi

Wieś została założona między VI a XII wiekiem przez członków beduińskiego klanu Zuabija. Wieś została nazwana od Dahia Bin Kalifa al-Kalbei, który był przyjacielem proroka Mahometa. Został on pochowany we wsi i na jego grobie wybudowano sanktuarium. Pod koniec XIX wieku francuski podróżnik Victor Guérin opisał Ad-Dahi jako niewielką wieś z zaledwie piętnastoma domami. Po I wojnie światowej w 1918 roku Ad-Dachi przeszła pod panowanie Brytyjczyków. Utworzyli oni w 1921 roku Brytyjski Mandat Palestyny. W poszukiwaniu skutecznego rozwiązania narastającego konfliktu izraelsko-arabskiego w dniu 29 listopada 1947 roku została przyjęta Rezolucja Zgromadzenia Ogólnego ONZ nr 181. Zakładała ona między innymi, że wieś Ad-Dahi miała znaleźć się w granicach nowo utworzonego państwa żydowskiego. Arabowie odrzucili tę rezolucję i dzień później doprowadzili do wybuchu wojny domowej w Mandacie Palestyny. W trakcie jej trwania rejon wioski zajęły siły żydowskiej organizacji paramilitarnej Hagana. W wyniku I wojny izraelsko-arabskiej wieś Ad-Dahi znalazła się w granicach państwa Izrael.
Podczas II wojny libańskiej w 2006 roku w pobliżu wioski spadła rakieta wystrzelona przez organizację terrorystyczną Hezbollah z Libanu. Spowodowała ona pożar w okolicznym drzewostanie, przynosząc duże straty.

## Demografia
Wieś Ad-Dahi jest zamieszkała przez Beduinów wyznania muzułmańskiego:

## Gospodarka i infrastruktura
Gospodarka wsi opiera się na sadownictwie i rolnictwie. We wsi znajduje się sklep wielobranżowy.

## Transport
Ze wsi wyjeżdża się lokalną drogą na zachód do osiedla Romema w mieście Afula. Dojeżdża się tędy do drogi ekspresowej nr 65.

## Edukacja i religia
We wsi znajduje się specjalna szkoła podstawowa. Tutejsze dzieci są dowożone do szkoły podstawowej we wsi Na’ura. Wieś Ad-Dachi posiada własny meczet. Ważne znaczenie religijne odgrywa położone przy wiosce sanktuarium Dahia Bin Kalifa al-Kalbei.

## Turystyka
Cały okoliczny teren zajmuje Rezerwat przyrody Giwat ha-More.